# Атлетски рекорди Црне Горе на отвореном за мушкарце
Ово је списак атлетских рекорда Црне Горе на отвореном за мушкарце у свим дисциплинама, које воде Међународна асоцијација атлетских федерација ИААФ, Европска атлетска асоцијација ЕАА и Атлетски савез Црне Горе (АСЦГ). Приказано је стање рекорда на дан 4. септембар 2013.
| Дисциплина         | Резултат | Име                                                         | Датум              | Такмичење                    | Место, Држава               |       |
| 100 м              | 10,78 (+1,7 м/с) | Лука Ракић                                                  | 12. јул 2012.      |                              | Беране, Црна Гора           |       |
| 200 м              | 21,73 (+0,6 м/с) | Дарко Раичевић                                              | 8. јун 2008.       |                              | Бар, Црна Гора              |       |
| 400 м              | 46,82 | Славиша Вранеш                                              | 19. август 2002    |                              | Београд СР Југославија      |       |
| 800 м              | 1:52,05 | Славиша Вранеш                                              | 16. јун 1996.      |                              | Ниш СР Југославија          |       |
| 1.000 м            | 2:29,5 (рм) | Лазар Радуловић                                             | 2. август 1980.    |                              | Ријека, СФРЈ                |       |
| 1.500 м            | 3:55,8 (рм) | Мухамед Бардић                                              | 2. јул 1989.       |                              | Београд, СФРЈ               |       |
| 3.000 м            | 8:27,4 (рм) | Радован Лаковић                                             | 22. јул 1981.      |                              | Беране, СФРЈ                |       |
| 5.000              | 14:29,43 | Осман Еровић                                                | 10. мај 1987.      |                              | Нова Горица, СФРЈ           |       |
| 10.000             | 30:45,0 (рм) | Осман Еровић                                                | 31. мај 1987.      |                              | Кумбор, СФРЈ                |       |
| Полумаратон        | 1:06:15 | Драго Мусић                                                 | 19. јул 1997.      | Ротердамски маратон          | Ротердам Холандија          |       |
| Маратон            | 2:24:18 | Драго Мусић                                                 | 4. октобар 1998.   | Подгорички маратон           | Подгорица СР Југославија    |       |
| 50 км              | 3:08:24 | Драгољуб Копривица                                          | 29. март 2009.     |                              | Подгорица Црна Гора         |       |
| 100 км             | 7:57:09 | Драгољуб Копривица                                          | 11. новембар 2007. |                              | Подгорица Црна Гора         |       |
| 3.000 м препреке   | 9:14,2 (рм) | Игор Гојнић                                                 | 26. мај 1984.      |                              | Цеље, СФРЈ                  |       |
| 110 м препоне      | 14,89 (+1,3 м/с)) | Дарко Пешић                                                 | 12. мај 2012.      |                              | Сремска Митровица, Србија   |       |
| 400 м препоне      | 54,17 | Милан Вуковић                                               | 28. јун 1998.      |                              | Београд СР Југославија      |       |
| Скок увис          | 2,05 | Љубиша Маровић                                              | 26. мај 1984.      |                              | Титово Ужице, СФРЈ          |       |
| Скок мотком        | 4,30 | Дарко Пешић                                                 | 12. јул 2013       | Европско првенство У-23      | Тампере, Финска             | [ 1 ] |
| Скок удаљ          | 7,20 | Милорад Јованчевић                                          | 23. јули 1981.     |                              | Беране, СФРЈ                |       |
| Троскок            | 14,97) | Милорад Јованчевић                                          | 24. јули 1981.     |                              | Беране, СФРЈ                |       |
| Бацање кугле       | 18,43 | Данијел Фуртула                                             | 28. мај 2013.      | Игре Малих земаља Европе     | Луксембург, Луксембург      | [ 2 ] |
| Бацање диска       | 64,60 | Данијел Фуртула                                             | 10. март 2013.     | Европски Зимски куп          | Бар, Црна Гора              | [ 3 ] |
| Бацање кладива     | 57,89 | Илија Шошкић                                                | 25. јул 1962.      |                              | Титоград, СФРЈ              |       |
| Бацање копља       | 65,74 | Владимир Петровић                                           | 25. мај 2008.      |                              | Сетра, Шведска              |       |
| Десетобој          | 7.522 | Дарко Пешић                                                 | 11/12. јул 2013.   | Европско првенство У-23      | Тампере, Финска             | [ 1 ] |
| Десетобој          | 11,62 (100 м), 6,91 (+0,2 м/с)(даљ), 14,20 (кугла), 1,98 (вис), 51,41 (400 м), 14,87 (-1,2 м/с) (110 м препоне), 44,26 (диск), 4,30 (мотка), 54,85 (копље), 4:29,87 (1500 м) |                                                             |                    |                              |                             |       |
| 20 км ходање       | |                                                             |                    |                              |                             |       |
| 50 км ходање       | |                                                             |                    |                              |                             |       |
| Штафета 4 х 100 м. | 42,64 | Борис Савић Дарко Раичевић Илија Ранитовић Драгоје Рајковић | 21. јун 2008.      |                              | Бањска Бистрица, Словачка   |       |
| Штафета 4 х 400 м. | 3:21,43 | Борис Савић Илија Ранитовић Никола Маровић Дарко Раичевић   | 24. јун 2007.      | Европски куп 2. лига група Б | Зеница, Босна и Херцеговина |       |

- рм = ручно мерено време